# 吉普森品牌
吉普森品牌（英語：Gibson Brands, Inc.），原稱：吉普森吉他公司（Gibson Guitar Corporation）、吉普森曼陀林吉他公司，2013年6月11日改现名，是美國著名吉他製造商。
所有吉普森品牌的吉他均在美國本土生產，但公司所擁有的其他品牌的吉他則有可能是在其他地方生產的。例如旗下的Epiphone品牌吉他是由其設在中國青島的全資子公司生產。

## 歷史
- 1902年，歐維爾·吉普森創立吉普森。
- 1944年，芝加哥樂器收購吉普森。
- 1969年，厄瓜多爾收購吉普森，該公司更名為諾林。
- 1986年，諾林被其現有業主收購，吉布森變成私人控股公司，並由Henry Juszkiewicz和David H. Berryman所有。
- 2002年，吉普森在中國青島設立全資子公司。
- 2018年，吉普森申請了第11章破產保護，並宣布通過關閉無利可圖的消費電子部門來實現盈利能力重組。

## 產品
吉普森擁有Epiphone、Kramer、Maestro、Steinberger、Tobias、Kalamazoo、Dobro、Slingerland、Valley Arts以及Baldwin（Chickering、Hamilton和Wurlitzer）等品牌。吉普森創新提供飛利浦、蒂雅克（Esoteric）、安橋（先鋒）、史雲威格和Stanton的消費級電子產品，以及KRK Systems的專業音響設備、鮑德溫鋼琴的鋼琴和Cakewalk的音樂軟件。

## 主要生產樂器
- Gibson ES-335
- Gibson Les Paul

## 外部連結
- （英文）吉普森全球 （页面存档备份，存于）
- （简体中文）吉普森中國大陸